# Popova Šapka
Pour les articles homonymes, voir Popov.
Popova Šapka (en macédonien Попова Шапка ; en albanais Kodra e Diellit, signifiant « le chapeau du prêtre ») est un sommet montagneux et une station de ski du nord-ouest de la Macédoine du Nord. De taille moyenne, elle se trouve à 18 kilomètres à l'ouest de la ville de Tetovo, proche de la frontière de l'Albanie et dans les monts Šar. Elle a été fondée en 1947.
Le domaine skiable fait 35 km2 et la station compte deux hôtels situés entre 1 707 et 1 780 mètres d'altitude. La station compte aussi cinq autres hôtels, un village de vacances d'environ 300 maisons, un refuge et une base de l'armée macédonienne. Le domaine skiable démarre à 1690 mètres d'altitude et il compte quelques lacs glaciaires.
La station est accessible par la route et par un téléphérique qui descend à Tetovo. Elle compte aussi six télésièges et trois téléskis. Les pistes peuvent accueillir 8 000 skieurs par heure et elles sont enneigées en moyenne 135 jours par an.
Lors du conflit armé entre des autonomistes albanais et l'armée macédonienne survenu en 2001, Popova Šapka fut gravement touchée par les combats, qui occasionnèrent des dégâts estimés à plus de 10 millions d'euros. Le conflit entraîna notamment la destruction du téléphérique reliant Tetovo à la station. Cette dernière ne rouvrit totalement ses pistes qu'en 2005. Le conflit avait par ailleurs laissé des mines antipersonnel dans la région et elles furent retirées grâce à des fonds de la Banque européenne pour la reconstruction et le développement. 

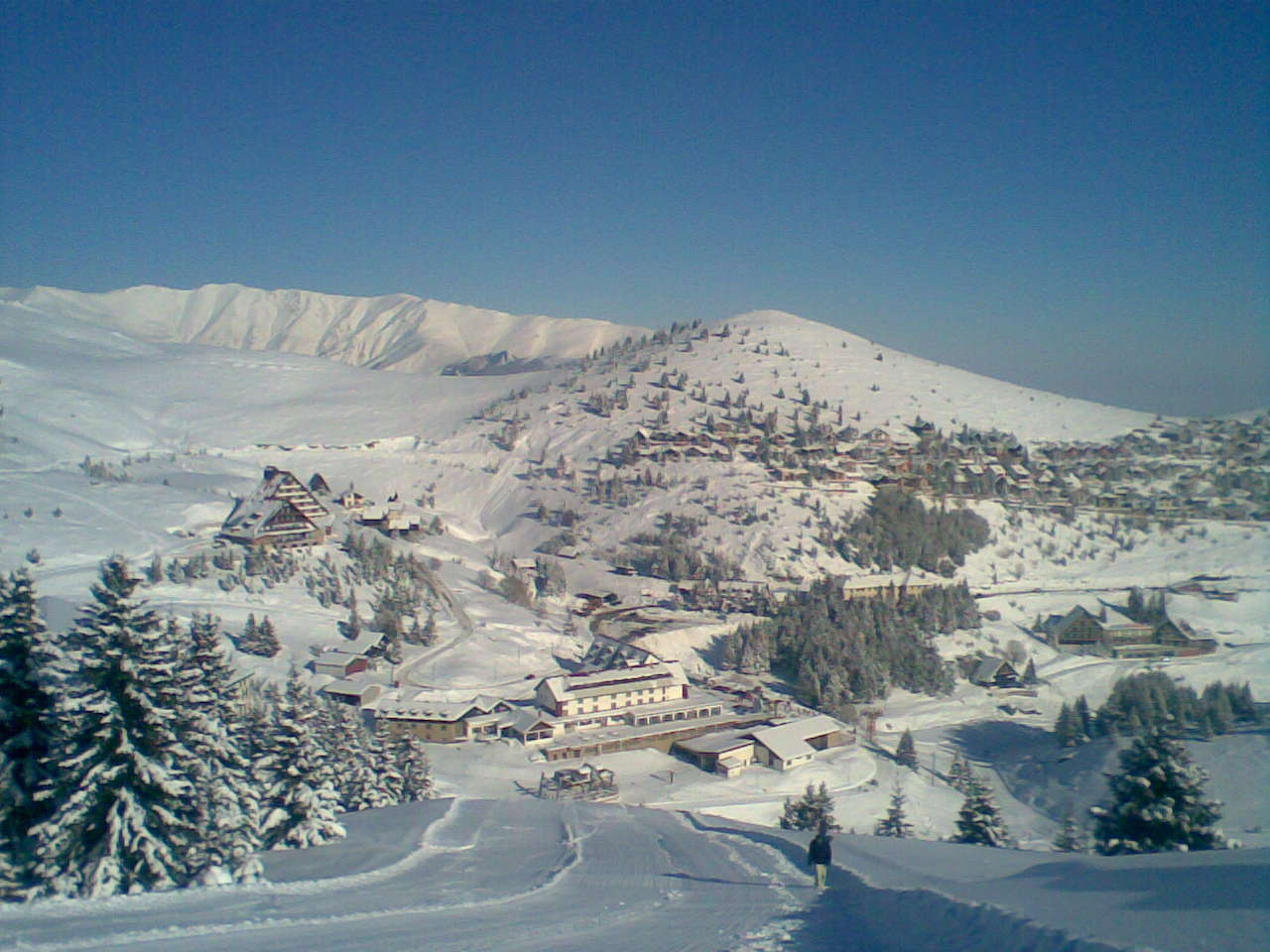
Panorama du domaine.
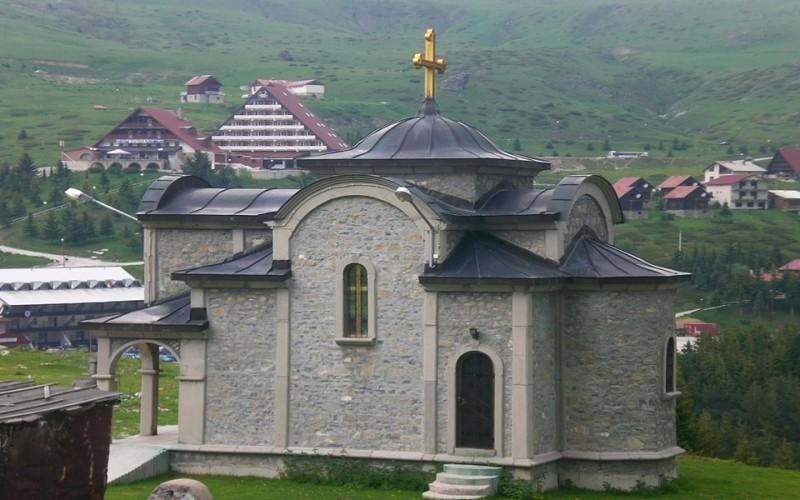
L'église Saint-Naum, dans le village de vacances.